# La Red de Radiodifusoras y Televisoras Educativas y Culturales de México
La Red de Radiodifusoras y Televisoras Educativas y Culturales de México, A.C., conocida también como RED México y anteriormente como La Red, es una asociación civil en México que agrupa a 50 sistemas de radio y televisión de servicio público y permisionados a gobiernos estatales, instituciones educativas y sociedad civil. Cuenta con una audiencia nacional estimada en 25 millones de radioescuchas y telespectadores, aunque cada asociado difunde contenidos regionales.

## Lista de asociados
Con presencia nacional: 
- Instituto Mexicano de la Radio (IMER)
- Canal Once del Instituto Politécnico Nacional
- Sistema de Radiodifusoras Culturales Indigenistas
- Sistema Público de Radiodifusión del Estado Mexicano (SPR)

Con presencia por entidad federativa:

### Aguascalientes
- Dirección General de Radio y Televisión de Aguascalientes
  - XHCGA-TDT
    - VA+ TV, Tú Canal (Canal 26.1)
    - AGS TV Canal 26.2 (Trasmite la Programación de UAA TV de la Universidad Autónoma de Aguascalientes)
    - Canal 26.3 (Temporalmente Habilitado A Partir del Mes de abril de 2020).

### Baja California Sur
- Instituto Estatal de Radio y Televisión Baja California Sur

### Campeche
- Sistema de Televisión y Radio de Campeche

### Chiapas
- Sistema Chiapaneco de Radio, Televisión y Cinematografía

### Coahuila
- Coahuila Radio y Televisión (www.radiocoahuila.com.mx Archivado el 14 de noviembre de 2021 en Wayback Machine.)
- Radio Torreón

### Colima
- Instituto Colimense de Radio y Televisión (ICRTV) 
  - Conexión 98.1 FM (XHIRC-FM), Canal 12 (XHAMO-TDT)

### Ciudad de México
- Canal Catorce
- Canal del Congreso
- Radio UNAM
- JusticiaTV
- TV UNAM
- Ibero 90.9 Radio
- Radio Educación
- Canal 22
- Dirección General de Televisión Educativa de la Secretaría de Educación Pública
- Instituto Latinoamericano de la Comunicación Educativa
- UAM Radio 94.1 FM
- Capital 21
- telesur

### Durango
- Sistema Lobo de Radio y Tv, Universidad Autónoma de Durango
- Radio y Televisión de la Universidad España (UNES)

### Guanajuato
- TV Cuatro; XHLEG-TV (Dirección General de la Unidad de Televisión de Guanajuato)
- Sistema de Radio, Televisión e Hipermedia de la Universidad de Guanajuato

### Guerrero
- Radio y Televisión de Guerrero

### Hidalgo
- Radio y Televisión de Hidalgo
- Dirección de Radio Universidad (Radio Universidad)

### Jalisco
- Sistema Jalisciense de Radio y Televisión
- Canal 44
- Radio Universidad de Guadalajara

### México
- Sistema Mexiquense de Medios Públicos

### Michoacán
- Sistema Michoacano de Radio y Televisión

### Morelos
- Instituto Morelense de Radio y Televisión

### Nayarit
- Sistema de Radio y Televisión de Nayarit
- Radio Universidad Autónoma de Nayarit

### Nuevo León
- Canal 53 TV
- Radio UANL 89.7 FM
- Radio y Televisión Nuevo León

### Oaxaca
- Corporación Oaxaqueña de Radio y Televisión

### Puebla
- SICOM
  - SICOM Televisión
  - SICOM Radio

### Querétaro
- Radio y Televisión de Querétaro
- Sistema Universitario de Radio, Televisión y Cinematografía de la Universidad Autónoma de Querétaro

### Quintana Roo
- Sistema Quintanarroense de Comunicación Social

### San Luis Potosí
- Nueve TV (Antes Canal 9)
- Mexicanal Producciones

### Sinaloa
- Radio Sinaloa

### Sonora
- Radio Sonora
- Televisora de Hermosillo
- Radio Universidad de Sonora
- Unison TV, Televisión de la Universidad de Sonora

### Tabasco
- Comisión de Radio y Televisión de Tabasco
- Universidad Juárez Autónoma de Tabasco

### Tlaxcala
- Coordinación de Radio, Cine y Televisión de Tlaxcala (CORACYT)
- Radio Universidad 99.5 FM

### Veracruz
- Radio Televisión de Veracruz

### Yucatán
- Sistema Tele Yucatán

### Zacatecas
- Sistema Zacatecano de Radio y Televisión

### Florida
- Sistema Unido de Retransmisión:
  - Canal Sur México
  - México TV

### Miembros anteriores
- Canal 11 Celaya
- Radio de la Universidad Autónoma del Estado de Morelos
- Radio Universidad Autónoma de Tamaulipas
- Sistema Estatal de Radio Tamaulipas

## Estaciones de televisión pública
| Población           | Estación (Distintivo) | Potencia (kW) | Canal físico | Canal Virtual 2014-2016 | Nuevo canal virtual 2016 | Resolución y Aspecto | Nombre                                                                                     | Concesionario / Permisionario                                                  | Notas                                               |
| ------------------- | --------------------- | ------------- | ------------ | ----------------------- | ------------------------ | -------------------- | ------------------------------------------------------------------------------------------ | ------------------------------------------------------------------------------ | --------------------------------------------------- |
| Aguascalientes      | XHCGA-TDT             | 150           | 26           | 6.1                     | 26.1                     | 1080i - 16:9         | VA+ TV, Tú Canal                                                                           | Gobierno del Estado de Aguascalientes                                          |                                                     |
| Aguascalientes      | XHCGA-TDT             | 150           | 26           | N/A                     | 26.2                     | 480i - 16:9          | AGS TV, UAA TV                                                                             | Universidad Autónoma de Aguascalientes                                         |                                                     |
| Baja California Sur | XHBZC-TDT             | 50.484        | 30           | 8.1                     | 8.1                      | 1080i - 16:9         | Canal 8 HD                                                                                 | Gobierno del Estado de Baja California Sur                                     |                                                     |
| Campeche            | XHCCA-TDT             | 10            | 30           | 30.1                    | 4.1                      | 1080i - 16:9         | Televisión y Radio de Campeche                                                             | Gobierno del Estado de Campeche                                                |                                                     |
| Chiapas             | XHTTG-TDT             | 34.21         | 20           | 10.1                    | 10.1                     | 1080i - 16:9         | TV 10 Chiapas                                                                              | Gobierno del Estado de Chiapas                                                 |                                                     |
| Ciudad de México    | XHCDM-TDT             | 133.57        | 21           | 21.1                    | 21.1                     | 1080i - 16:9         | Capital 21                                                                                 | Gobierno de la Ciudad de México                                                |                                                     |
| Ciudad de México    | XHCDM-TDT             | 133.57        | 21           | 21.2                    | 21.2                     | 480i - 4:3           | Congreso de la Ciudad de México Ciudad TV - 21.2 Canal del Congreso de la Ciudad de México | Gobierno de la Ciudad de México                                                |                                                     |
| Durango             | XHUNES-TDT            | 5             | 16           | 16.1                    | 8.1                      | 1080i - 16:9         | España TV                                                                                  | Universidad Autónoma España de Durango                                         |                                                     |
| Guanajuato          | XHLEG-TDT             | 16            | 25           | 4.1                     | 4.1                      | 1080i - 16:9         | TV Cuatro                                                                                  | Unidad de Televisión del Estado de Guanajuato                                  |                                                     |
| Guanajuato          | XHLEG-TDT             | 16            | 25           | N/A                     | 4.2                      | 480i                 | TV4 Media                                                                                  | Unidad de Televisión del Estado de Guanajuato                                  |                                                     |
| Guanajuato          | XHLEG-TDT             | 16            | 25           | N/A                     | 4.3                      | 480i                 | TV4 Expresa                                                                                | Unidad de Televisión del Estado de Guanajuato                                  |                                                     |
| Guanajuato          | XHCEP-TDT             | .5            | 19           | 19.1                    | 15.1                     | 1080i - 16:9         | Expresa TV                                                                                 | Patronato de Televisión Cultural de Guanajuato, A.C.                           | Repite parcialmente TV Cuatro y Canal Once del IPN. |
| Guerrero            | XHHCG-TV              | 0.4349        | 35           | 7.1                     | 4.1                      | 1080i - 16:9         | Radio y Televisión de Guerrero                                                             | Gobierno del Estado de Guerrero                                                |                                                     |
| Hidalgo             | XHHUH-TDT             | 16.2          | 27           | 13.1                    | 12.1                     | 1080i - 16:9         | Hidalgo Televisión                                                                         | Gobierno del Estado de Hidalgo                                                 |                                                     |
| Jalisco             | XHGJG-TDT             | 135.55        | 25           | 25.1                    | 17.1                     | 480i - 16:9          | Jalisco TV                                                                                 | Gobierno del Estado de Jalisco                                                 |                                                     |
| Jalisco             | XHGJG-TDT             | 135.55        | 25           | 25.2                    | 17.2                     | 1080i - 16:9         | C7 Cultura                                                                                 | Gobierno del Estado de Jalisco                                                 |                                                     |
| Jalisco             | XHUDG-TDT             | 120           | 27           | 46.1                    | 44.1                     | 1080i - 16:9         | Canal 44                                                                                   | Universidad de Guadalajara                                                     |                                                     |
| Jalisco             | XHUDG-TDT             | 120           | 27           | 46.2                    | 44.2                     | 480i - 4:3           | 44 Noticias                                                                                | Universidad de Guadalajara                                                     |                                                     |
| México              | XHPTP-TDT             | 400           | 34           | 34.1                    | 34.1                     | 1080i - 16:9         | Mexiquense Televisión                                                                      | Gobierno del Estado de México                                                  |                                                     |
| Michoacán           | XHMOR-TDT             | 3             | 14           | 2.1                     | 16.1                     | 1080i - 16:9         | SM Televisión                                                                              | Gobierno del Estado de Michoacán                                               |                                                     |
| Morelos             | XHCMO-TDT             | 40            | 19           | 49.1                    | 15.1                     | 1080i - 16:9         | El Canal de Morelos                                                                        | Gobierno del Estado de Morelos                                                 |                                                     |
| Nayarit             | XHTPG-TDT             | 20            | 24           | 10.1                    | 10.1                     | 480i - 16:9          | Tele10                                                                                     | Gobierno del Estado de Nayarit                                                 |                                                     |
| Nuevo León          | XHMNL-TDT             | 139.54        | 28           | 28.1                    | 28.1                     | 1080i - 16:9         | RTV Nuevo León                                                                             | Gobierno del Estado de Nuevo León                                              |                                                     |
| Nuevo León          | XHMNU-TDT             | 250           | 35           | 53.1                    | 53.1                     | 1080i - 16:9         | Canal 53                                                                                   | Universidad Autónoma de Nuevo León                                             |                                                     |
| Oaxaca              | XHAOX-TDT             | 20            | 36           | 9.1                     | 9.1                      | 1080i - 16:9         | CORTV                                                                                      | Gobierno del Estado de Oaxaca                                                  |                                                     |
| Puebla              | XHPUE-TDT             | 72.8          | 26           | 26.1                    | 26.1                     | 1080i - 16:9         | SICOM Televisión                                                                           | Gobierno del Estado de Puebla                                                  |                                                     |
| Querétaro           | XHSECE-TDT            | 5             | 14           | 50.1                    | 10.1                     | 480i - 4:3           | Radio y Televisión Querétaro                                                               | Sistema Estatal de Comunicación Cultural y Educativa Del Gobierno de Querétaro |                                                     |
| Querétaro           | XHPBQR-TDT            |               | 11           | 24.1                    | 24.1                     | 1080i - 16:9         | TV UAQ                                                                                     | Universidad de Querétaro                                                       |                                                     |
| Quintana Roo        | XHFCQ-TDT             | 0.1           | 28           | 7.1                     | N/D                      | N/D                  | Siete Mas                                                                                  | Gobierno del Estado de Quintana Roo                                            |                                                     |
| San Luis Potosí     | XHSLS-TDT             | 27.7          | 9            | 9.1                     | 9.1                      | 1080i - 16:9         | CANAL NUEVE                                                                                | Gobierno del Estado de San Luis Potosí                                         |                                                     |
| Sonora              | XEWH-TDT              | 40            | 19           | 6.1                     | 15.1                     | 1080i - 16:9         | Telemax                                                                                    | Televisora de Hermosillo, S.A. de C.V.                                         |                                                     |
| Tabasco             | XHSTA                 | 74.3          | 34           | 7.1                     | 46.1                     | 480i - 16:9          | Televisión Tabasqueña                                                                      | Televisión Tabasqueña, S.A. de C.V.                                            |                                                     |
| Tlaxcala            | XHTLX-TDT             | 7.2           | 22           | 5.1                     | 10.1                     | 480i - 4:3           | Tlaxcala Televisión                                                                        | Coordinación de Radio, Cine y Televisión de Tlaxcala                           |                                                     |
| Veracruz            | XHGV-TDT              | 249           | 26           | 26.1                    | 26.1                     | 1080i - 16:9         | TV MÁS                                                                                     | Gobierno del Estado de Veracruz                                                |                                                     |
| Yucatán             | XHST-TV               | 100           | 28           | 13.1                    | 4.1                      | 480i - 4:3           | Trecevisión                                                                                | Tele Yucatán, S.A. de C.V.                                                     |                                                     |
| Zacatecas           | XHZHZ-TDT             | 100           | 24           | 24.1                    | 24.1                     | 1080i - 16:9         | Canal 24 SIZART                                                                            | Gobierno del Estado de Zacatecas                                               |                                                     |